# Marcus Oclatinius Adventus
Marcus Oclatinius Adventus war ein römischer Politiker, Senator und Prätorianerpräfekt.

## Leben
Adventus stammte aus relativ einfachen Verhältnissen. Sein Geburtsjahr ist unbekannt, aber vor der Mitte des 2. Jahrhunderts zu vermuten, da er 217 bereits ein alter Mann war. Adventus machte in der Armee Karriere, schlug die ritterliche Laufbahn des cursus honorum ein, stieg unter Kaiser Septimius Severus (193 bis 211) bis zum princeps peregrinorum (ein Offizier, der nichtrömische Hilfstruppen kommandierte) auf und trat schließlich in den Verwaltungsdienst über. Als Prokurator von Britannien (zwischen 205 und 207) diente er unter dem Statthalter Lucius Alfenus Senecio.
Kaiser Caracalla ernannte ihn im Jahr 216 zusammen mit Marcus Opellius Macrinus zum Prätorianerpräfekten. 216/217 erhielt Adventus die ornamenta consularia, also die Rangabzeichen eines Konsulars, und im März 217 die adlectio inter consulares; er wurde also im Rang eines ehemaligen Konsuls in den Senat aufgenommen.
Adventus weilte mit Caracalla in Mesopotamien und sollte nach dessen Ermordung von den Soldaten zum Kaiser ausgerufen werden. Er lehnte aber mit Hinweis auf sein hohes Alter und ein Augenleiden ab, so dass im April 217 stattdessen sein Kollege Macrinus auf den Thron gehoben wurde. Zum Dank für seine Zurückhaltung ernannte der neue Kaiser ihn nicht nur als seinen Kollegen zum consul ordinarius des Jahres 218, sondern machte ihn überdies zum Stadtpräfekten von Rom.

## Kritik von Cassius Dio
Cassius Dio bemerkte sarkastisch, dass Adventus Erhebung in hohe Ämter geschehen sei, obwohl dieser aufgrund seines hohen Alters kaum sehen und aufgrund dürftiger Bildung kaum lesen könnte. Er sei, so Dio, überhaupt zu gar nichts fähig gewesen, weil er jeglicher Erfahrung entbehrt habe. Als Konsul konnte er angeblich nicht einmal ein ordentliches Gespräch mit anderen Senatoren führen. Deshalb täuschte er, so Dio, am Tag seines Amtsantritts am 1. Januar 218 eine Krankheit vor.
Da sich Adventus zuvor in diversen Verwaltungsposten bewährt hatte, übertrieb Dio hinsichtlich seiner Inkompetenz fraglos stark. Die Wut des Geschichtsschreibers lässt sich damit erklären, dass die Betrauung eines Mannes mit der Stadtpräfektur, bevor dieser das Amt des Konsul ausgeübt hatte, einen schweren Verstoß gegen die senatorische Beförderungspolitik und somit einen Affront gegen den Stolz der Adelselite darstellte: Eigentlich war die Präfektur die Krönung einer langen senatorischen Laufbahn.
Dazu merkt Dio an, dass Macrinus mit dieser Vorgehensweise wohl seine eigene Herkunft in den Hintergrund zu drängen gesucht habe, da er selbst noch Ritter gewesen war, als er das Kaisertum erlangt hatte. Vor ihm waren ausschließlich solche Männer als Herrscher in Frage gekommen, die zuvor mindestens Suffektkonsul gewesen waren. Umgekehrt ist anzunehmen, dass Dio Adventus negativ verzerrt dargestellt hat, da er, als sehr standesbewusster Senator, die Aufsteiger Macrinus und Adventus verachtete.